# Amaurohydnum flavidum
Amaurohydnum là một chi nấm thuộc họ Meruliaceae. Là một chi đơn loài, nó chứa loài duy nhất Amaurohydnum flavidum.